# Victor Stanley
Victor Stanley (também S. Victor Stanley; 17 de fevereiro de 1892 – 29 de janeiro de 1939) foi um ator britânico da era do cinema mudo.

## Filmografia selecionada
- The World, the Flesh, the Devil (1932)
- Three Men in a Boat (1933)
- The Umbrella (1933)
- The Medicine Man (1933)
- The Iron Stair (1933)
- The Ghost Camera (1933)
- Timbuctoo (1933)
- His Grace Gives Notice (1933)
- The House of Trent (1933)
- Puppets of Fate (1933)